# Nationwide Arena
Nationwide Arena es un pabellón deportivo y para espectáculos ubicado en Columbus, Ohio. Abrió sus puertas en 2000 y acoge los partidos de los Columbus Blue Jackets de la NHL. El Nationwide Arena es también una de las tres instalaciones en Columbus (junto con el Greater Columbus Convention Center y el Franklin County Veterans Memorial Auditorium) sede del evento anual Arnold Classic, un evento deportivo presentado por el exculturista profesional y 38.º Gobernador de California, Arnold Schwarzenegger.

## Propietarios
La instalación recibe el nombre del propietario de la misma, la Nationwide Insurance Company, cuya oficina central se encuentra en la misma calle. Su filial en el mundo inmobiliario, la Nationwide Realty Investors, financió y desarrolló el proyecto, convirtiéndolo en uno de los escasos pabellones con financiación privada del país.

## Construcción
El pabellón tiene un diseño de ladrillo y actúa como centro de un distrito lúdico situado a media milla al norte de la capital del Estado. Tiene una capacidad aproximada de 18.500 espectadores para partidos de hockey, 17.171 para fútbol americano indoor, 19.500 para baloncesto, y hasta 21.000 para conciertos. La muerte de una menor, Brittanie Cecil, de 13 años, por las heridas recibidas durante un partido de hockey al ser golpeada por el disco, durante un partido de los Blue Jackets en 2002, hizo que se instalase una red de nailon para evitar que dichos discos puedan llegar al público, en todos los pabellones donde se disputan partidos de hockey profesional, en la NHL, AHL y ECHL.

## Ubicación
La zona que rodea el Nationwide Arena, denominada apropiadamente Arena District, acoge una gran variedad de bares, clubs y un cine. Columbus utiliza el pabellón como eje a partir del cual se alimentan el resto de establecimientos. La sala de conciertos Lifestyle Communities Pavilion y el Arena Grand Theatre, adyacentes al Nationwide Arena, completan el complejo lúdico.

## Instalaciones
El Nationwide Arena acoge también una pista de patinaje más pequeña denominada Columbus Dispatch IceHaus (anteriormente denominada CoreComm IceHaus). Esta instalación se utiliza como lugar de entrenamiento de los Columbus Blue Jackets. Se utiliza, igualmente para partidos de hockey infantiles y juveniles y para la práctica del patinaje, abierto al público. Esta instalación convierte al Nationwide Arena en el primer pabellón de la NHL en incluir una instalación de prácticas dentro del propio pabellón. Actualmente comparte esta característica únicamente con el Prudential Center, el pabellón de los New Jersey Devils.

## Antigua Penitenciaría de Ohio
El Nationwide Arena fue construido sobre la antigua Penitenciaría de Ohio. A pesar de la creencia de que se construyó sobre la prisión, en realidad está construido sobre el antiguo aparcamiento de la misma. El actual aparcamiento del Nationwide Arena está construido en el emplazamiento de la prisión. Muchos prisioneros fueron ejecutados en la prisión, y 322 prisioneros murieron en un incendio, encerrados en sus celdas. Algunos aficionados y empleados que frecuentan el Nationwide aseguran haber experimentado actividades paranormales. Algunos aficionados de los Blue Jackets culpan igualmente a entes paranormales de la muerte de Brittanie Cecil y, con cierto humor, de los escasos éxitos del club desde su fundación.

## Eventos importantes
- 4 de abril de 2001. AC/DC agotó las localidades durante su Stiff Upper Lip Tour.
- 20 de octubre de 2002. Los Rolling Stones actuaron en el pabellón durante el Licks Tour y durante el A Bigger Bang Tour el 24 de septiembre de 2005.
- 6 de noviembre de 2002. El finalista de la primera temporada de American Idol, actuó en el pabellón durante el American Idols LIVE! Tour, el 6 de noviembre de 2002.
- 2002. Acogió el último evento pay-per-view de la World Wrestling Entertainment.
- 2004. Acogió el último Bad Blood de la World Wrestling Entertainment.
- Se ha celebrado un evento anual de las Built Ford Tough Series de rodeo desde el 2000 (antes de ese año el evento se celebraba en el Ohio State Fairgrounds Arena, y de 2000 a 2002 el BFTS fue denominado Bud Light Cup). Fue el último evento de dicha competición entre el 2000 y el 2007.
- 3 de marzo de 2007. Acogió un evento de artes marciales mixtas organizado por la Ultimate Fighting Championshiop (UFC). Fue el primer evento de la UFC organizado en Ohio, y acudieron el mayor número de espectadores verificado para una competición de artes marciales mixtas en Norteamérica, con 19.079 espectadores. Volvió a acoger esta competición el 7 de marzo de 2009.
- 11 de abril de 2007. Christina Aguilera actuó en el pabellón durante su Back to Basics Tour.
- El pabellón acogió el Draft de la NHL del 2007. Además de los partidos de primera y segunda ronda del Torneo de Baloncesto Masculino de la NCAA en 2004 y 2007.
- 22 de septiembre de 2007. Genesis actuó en el pabellón durante el tour, Turn It On Again.
- El pabellón acogió la National Catholic Youth Conference en el 2007, con una asistencia de más 20.000 jóvenes.
- Britney Spears inició su Dream Within a Dream Tour en el Nationwide agotando las entradas en 10 minutos.
- 11 de diciembre de 2007. Miley Cyrus actuó durante el Best of Both Worlds Tour, agotando las entradas en 15 minutos.
- 21 de abril de 2009. Se batió el récord de asistencia a un partido de hockey con 19.219 espectadores durante el primer partido en casa del playoff, en que los Columbus Blue Jackets perdieron (4-1) ante los entonces campeones Detroit Red Wings, en los cuartos de final de la Conferencia Oeste.[4]
- 14 de junio de 2015. Acogió el WWE Money in the Bank de la World Wrestling Entertainment.
- 11 de marzo de 2018. Acogió el WWE Fastlane 2018

## Acogida
- La revista ESPN The Magazine lo consideró el segundo mejor pabellón del deporte profesional.[5]
- El Ultimate Sports Road Trip lo consieró el mejor pabellón de la NFL diciendo que "Este nuevo pabellón en el downtown de Columbus es el eje del emergente Arena District, que ya incluye tiendas, restaurantes y hoteles. La instalación es espectacular, con su recubrimiento en ladrillo y piedra, sus amplias explandadas con modernas instalaciones. El pabellón tiene marcadores y displays luminosos de última generación. Con una pista de patinaje de entrenamiento en la misma instalación, restaurantes temáticos y una gran selección de comida, por no mencionar una ruidosa atmósfera de hockey, esta instalación de la NHL ha de verse.[6]